# Decipiphantes decipiens
Decipiphantes decipiens L. Koch, 1879 è un ragno appartenente alla famiglia Linyphiidae.
È l'unica specie nota del genere Decipiphantes.

## Distribuzione
La specie è stata rinvenuta in Finlandia, Russia e Mongolia.

## Tassonomia
Per la determinazione delle caratteristiche della specie tipo sono tenute in considerazione le analisi sugli esemplari di Lepthyphantes decipiens L. Koch, 1879.
Dal 2008 non sono stati esaminati altri esemplari, né sono state descritte sottospecie al 2012.

### Specie sinonime del genere
- Decipiphantes hambergi (Schenkel, 1931): esemplari trasferiti dal genere Lepthyphantes Menge, 1866 e posti in sinonimia con D. decipiens (L. Koch, 1879) a seguito di uno studio di Holm (1945b)[2].